# ピーテル・ファン・サンテン

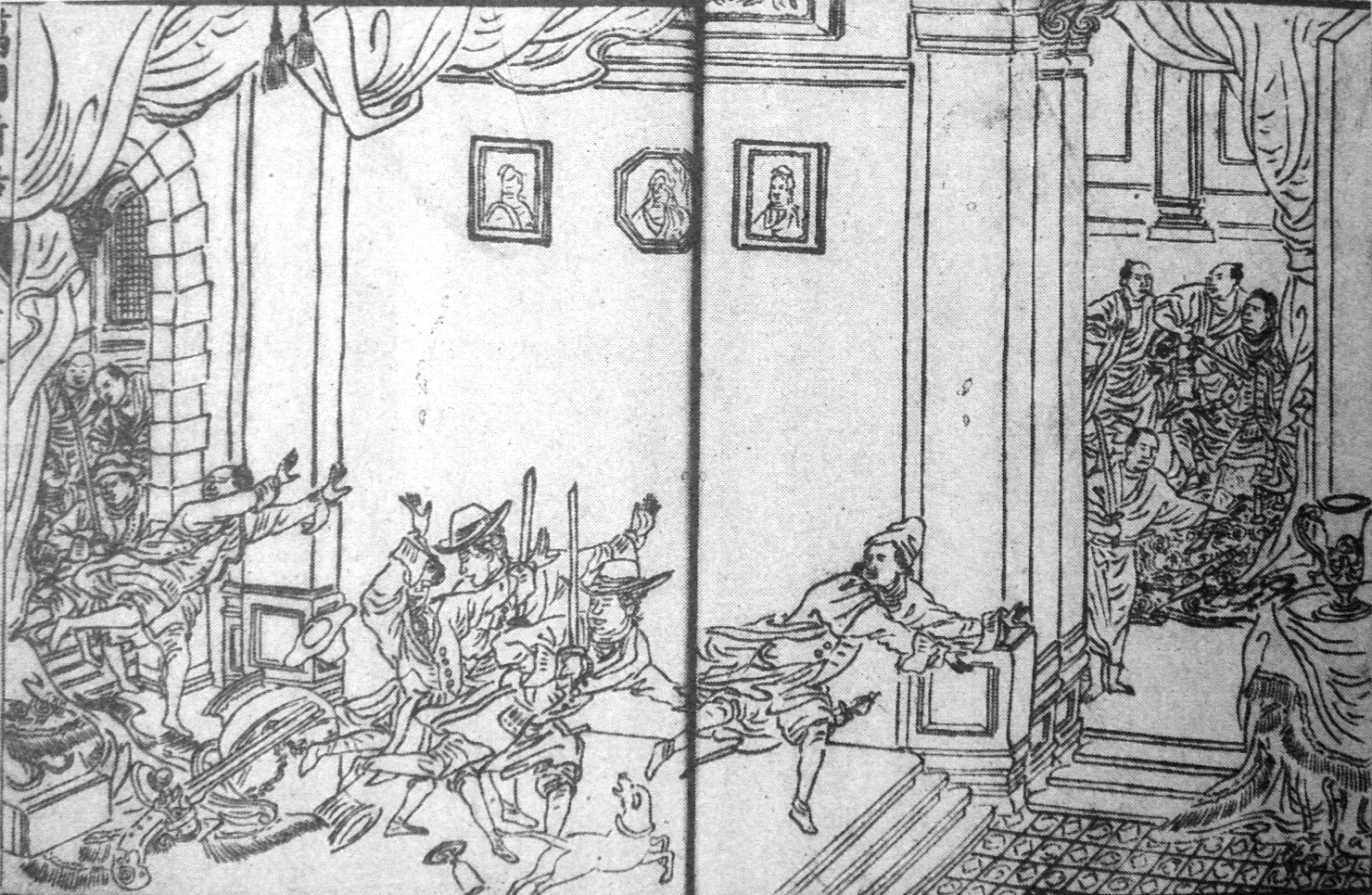
浜田弥兵衛らに捕らえられるピーテル・ノイツ、1628年

ピーテル・ファン・サンテン（Pieter van Santen）は、平戸オランダ商館の第6代商館長で、1633年に短期間その職にあった。前商館長のコルネリス・ファン・ナイエンローデの死去に伴い商館長（代理）となった。タイオワン事件の影響で日蘭貿易は1628年から4年間停止しており、事件の当事者のピーテル・ノイツを日本に引き渡すことで貿易は再開されることとなっていたが、サンテンの在任中にオランダ船の日本への来航はなかった。
そもそもの事件のきっかけは、オランダがタイオワンに寄港する外国船に10%の関税をかけたことであった。これを不満とした朱印船の船長浜田弥兵衛は台湾行政長官であったノイツを人質にとる実力行使に出た。その後の交渉で互いに5人ずつ人質を出しあい互いの船に乗せて長崎に行き、長崎の港に着いたら互いの人質を交換することで同意、一路長崎に向けて船を出した。無事に長崎に着くとオランダ側は日本の人質を解放、オランダ側の人質の返還を求めた。ところが、長崎で迎えた代官末次平蔵らはそのままオランダ人達を拘束、大牢に監禁して平戸オランダ商館を閉鎖してしまった。オランダは「この事件は経験の浅いノイツの対応が原因であるためオランダ人を解放してさえくれれば良い。」とし、ノイツを解雇し日本に人質として差し出した。なお、ノイツは1632年から1636年まで日本に抑留されていた。
サンテンは貿易再開の感謝するため、1633年6月7日に徳川家光に拝謁している。なお、このときから、年に1回オランダ商館長が参府することが義務付けられた。
サンテンは商館長の職をニコラス・クーケバッケルに委ねた。ナイエンローデの遺言に従い、その子女の教育を行った 。